# Partido Ruso de los Pensionistas por la Justicia Social
El Partido Ruso de los Pensionistas por la Justicia Social (en ruso: Российская партия пенсионеров за социальную справедливость/ Rossíyskaya Pártiya Pensionérov za sotsiálnuyu spravedlívost) es un partido político ruso.

## Historia
Fue fundado como Partido de los Pensionistas en 1997. El 29 de noviembre de 1997, Serguéi Atroshenko fue elegido como su primer presidente. El 29 de mayo de 1998, el partido fue registrado en el Ministerio de Justicia. En las elecciones de diciembre de 1999 a la Duma Estatal, el partido ganó el 1.95% de los votos y un escaño.
El 1 de diciembre de 2001, el partido recibió su nombre actual.
En las elecciones legislativas de 2003, la alianza del Partido de los Pensionistas de Rusia y el Partido de la Justicia Social de Rusia obtuvo el 3,1% del voto popular y ningún escaño.
El 31 de enero de 2004, en un congreso extraordinario del partido, el presidente Serguéi Atroshenko fue destituido de su cargo por su pobre desempeño. El 27 de marzo de 2005, Valeri Gartung fue elegido presidente.
Entre 2004 y 2005, el partido tuvo varios éxitos a nivel regional. Su resultado más alto fue de 20.7% en las elecciones para la Duma Regional del Óblast de Magadán el 22 de mayo de 2005. El 9 de octubre de 2005, la formación ganó las elecciones en Tomsk, recibiendo el 19,8% de los votos, en comparación con el 17,85% de Rusia Unida.
El 17 de diciembre de 2005, se celebró un congreso extraordinario y Ígor L. Zótov fue elegido nuevo presidente.
El 28 de octubre de 2006, el Partido de los Pensionistas se fusionó con el Partido de la Vida y Ródina en un nuevo partido, Rusia Justa.
El 7 de abril de 2012, el partido fue refundado en Moscú, bajo el liderazgo de Zótov. El actual líder del partido es Vladímir Burakov.
En 2018, el partido anunció su apoyo al actual presidente Vladímir Putin en las elecciones presidenciales.